# Grand Prix Austrálie 2002

Mapka okruhu

Grand Prix Austrálie (LXVII Foster's Australian Grand Prix) se v roce 2002 jela 3. března na okruhu v Melbourne.
- 58 kol x 5,303 km = 307,574 km
- 681. Grand Prix
- 54. vítězství Michaela Schumachera
- 145. vítězství pro Ferrari

## Výsledky

### Pořadí v cíli
| Pozice | Jezdec                | Vůz             | Čas            |
| ------ | --------------------- | --------------- | -------------- |
| 1      | Michael Schumacher    | Ferrari F2001   | 1:35'36.792    |
| 2      | Juan Pablo Montoya    | Williams FW24   | á 0:18:627     |
| 3      | Kimi Räikkönen        | McLaren MP 4/17 | á 0:25:066     |
| 4      | Eddie Irvine          | Jaguar R3       | á 1 kolo       |
| 5      | Mark Webber           | Minardi PS02    | á 2 kola       |
| 6      | Mika Salo             | Toyota TF102    | á 2 kola       |
| 7      | Alex Yoong            | Minardi PS02    | á 3 kola       |
| 8      | Pedro de la Rosa      | Jaguar R3       | á 5 kol        |
| Kolo   | Odstoupili            | -               | -              |
| 33     | David Coulthard       | McLaren MP 4/17 | Převodovka     |
| 27     | Jacques Villeneuve    | BAR 004         | Zlomené křídlo |
| 16     | Heinz-Harald Frentzen | Arrows A23      | Diskvalifikace |
| 15     | Enrique Bernoldi      | Arrows A23      | Diskvalifikace |
| 12     | Takuma Sató           | Jordan EJ12     | Elektronika    |
| 8      | Jarno Trulli          | Renault R202    | Mimo trať      |
| 1      | Rubens Barrichello    | Ferrari F2001   | Havárie        |
| 1      | Ralf Schumacher       | Williams FW24   | Havárie        |
| 1      | Giancarlo Fisichella  | Jordan EJ12     | Havárie        |
| 1      | Felipe Massa          | Sauber C 21     | Havárie        |
| 1      | Nick Heidfeld         | Sauber C 21     | Havárie        |
| 1      | Jenson Button         | Renault R202    | Havárie        |
| 1      | Olivier Panis         | BAR 004         | Havárie        |
| 1      | Allan McNish          | Toyota TF02     | Havárie        |

### Nejrychlejší kolo
- Kimi RAIKKONEN McLaren Mercedes 	1'28,541 - 215.615 km/h

### Vedení v závodě
- 1-10 kolo David Coulthard
- 11 kolo Michael Schumacher
- 12-16 kolo Juan Pablo Montoya
- 17-58 kolo Michael Schumacher

### Postavení na startu
| 1. řada  | 1                     | 2                    |
|          | Rubens Barrichello    | Michael Schumacher   |
|          | Ferrari               | Ferrari              |
|          | 1'25,843              | 1'25,848             |
| 2. řada  | 3                     | 4                    |
|          | Ralf Schumacher       | David Coulthard      |
|          | Williams              | McLaren              |
|          | 1'26"279              | 1'26"446             |
| 3. řada  | 5                     | 6                    |
|          | Kimi Raikkonen        | Juan Pablo Montoya   |
|          | McLaren               | Williams             |
|          | 1'27"161              | 1'27"249             |
| 4. řada  | 7                     | 8                    |
|          | Jarno Trulli          | Giancarlo Fisichella |
|          | Renault               | Jordan               |
|          | 1'27"710              | 1'27"869             |
| 5. řada  | 9                     | 10                   |
|          | Felipe Massa          | Nick Heidfeld        |
|          | Sauber                | Sauber               |
|          | 1'27"972              | 1'28"232             |
| 6. řada  | 11                    | 12                   |
|          | Jenson Button         | Olivier Panis        |
|          | Renault               | BAR                  |
|          | 1'28"361              | 1'28"381             |
| 7. řada  | 13                    | 14                   |
|          | Jacques Villeneuve    | Mika Salo            |
|          | BAR                   | Toyota               |
|          | 1'28"657              | 1'29"205             |
| 8. řada  | 15                    | 16                   |
|          | Heinz-Harald Frentzen | Allan McNish         |
|          | Arrows                | Toyota               |
|          | 1'29"474              | 1'29"636             |
| 9. řada  | 17                    | 18                   |
|          | Enrique Bernoldi      | Mark Webber          |
|          | Arrows                | Minardi              |
|          | 1'29"738              | 1'30"086             |
| 10. řada | 19                    | 20                   |
|          | Eddie Irvine          | Pedro de la Rosa     |
|          | Jaguar                | Jaguar               |
|          | 1'30"113              | 1'30"192             |
| 11. řada | 21                    | 22                   |
|          | Alex Yoong            | Takuma Sato          |
|          | Minardi               | Jordan               |
|          | 1'31"504              | 1'53"351             |
| -------- | --------------------- | -------------------- |

- Modře - nepřekonal kvalifikační limit 107% času vítěze kvalifikace : 1'31"852

### Zajímavosti
- V závodě debutovali : Allan McNish, Felipe Massa, Mark Webber a Takuma Sato
- Nové vozy: Arrows A23, BAR 004, Jaguar R3, Jordan EJ12, McLaren MP4/17 , Minardi PS02, Renault R202, Sauber C21, Toyota TF102, Williams FW24
- Jacques Villeneuve absolvoval 100 GP.
- Kimi Räikkönen zajel své první nejrychlejší kolo.